# 吉田和夫 (経営学者)
吉田和夫（よしだ かずお、1925年〈大正14年〉9月14日- ）は、日本の経営学者、関西学院大学名誉教授。専門はドイツ経営学。
京都市生まれ。同志社大学経済学部卒。1971年「ドイツ企業経済学」で関西学院大学商学博士。関西学院大学商学部講師、助教授、教授。89年定年、名誉教授、大阪学院大学教授。

## 著書
- 『グーテンベルク経営経済学の研究 企業者職能と経営費用の問題』法律文化社 1962
- 『現代賃金論』法律文化社 1965
- 『ドイツ企業経済学』ミネルヴァ書房 1968
- 『ドイツ合理化運動論 ドイツ独占資本とワイマル体制』ミネルヴァ書房 1976
- 『ドイツ経営経済学』森山書店 1982
- 『経営学大綱』同文館出版 1985
- 『日本の経営学』同文館出版 1992
- 『ドイツの経営学』同文館出版 1995
- 『ゴットル 生活としての経済』同文舘出版 2004

### 共編著
- 『ドイツ経営学説史』海道進共編著 ミネルヴァ書房 経営経済学選書 1968
- 『ドイツ経営学総論』大橋昭一共編著 中央経済社 1982
- 『基本経営学総論』大橋昭一共編著 中央経済社 1988
- 『企業と規制』編 清文社 関西学院大学産研叢書 1989
- 『現代の労務管理』奥林康司共編著 ミネルヴァ書房 1991
- 『ドイツ経営学の進展』海道ノブチカ共編著 千倉書房 1992
- 『現代経営学と経営財務』海道ノブチカ共編著 税務経理協会 1993
- 『基本経営学用語辞典』大橋昭一共編著 同文館出版 1994
- 『現代基本経営学総論』大橋昭一共編著 中央経済社 1995

翻訳
- グーテンベルグ『経営経済学入門』池内信行監訳 杉原信男共訳 千倉書房 1959

記念論文集
- 深山明/海道ノブチカ編著『経営学の歴史』吉田和夫先生経営学研究 50年記念論文集 (中央経済社、2001年)